# Filaret (Gumilevskij)
Dmitrij Gumilevskij Filaret (ukrainska: Дмитро Григорович Гумілевський), född 1805, död 1866, var en ukrainsk-rysk teolog.
Filaret blev biskop i Riga 1841 och i Tjernigov 1859. Filarets främsta arbeten är Ortodoxismens dogmatik (1864, 3:e upplagan 1882) och Ryska kyrkans historia (1847, 6:e upplagan 1894).